# Long Island Arena
 (décembre 2019).
Si vous disposez d'ouvrages ou d'articles de référence ou si vous connaissez des sites web de qualité traitant du thème abordé ici, merci de compléter l'article en donnant les références utiles à sa vérifiabilité et en les liant à la section « Notes et références ».
La Long Island Arena (également connue sous le nom de Commack Arena) était une salle de sport intérieure de 4 000 places à Commack, Census-designated place du comté de Suffolk de l'État de New York, de 1959 à 1996. 
Elle fut la salle abritant les matchs des Ducks de Long Island de la Ligue de hockey de l'Est en 1959, jusqu'à la fermeture de la ligue en 1973. Les Cougars de Long Island (une filiale des Cougars de Chicago de la WHA) ont également joué dans cette salle de 1973 à 1975. 

## Histoire
De 1968 à 1969, la Long Island Arena a brièvement abrité les Nets de New York de l'American Basketball Association (ABA). Avant le déménagement de l'équipe à Long Island, les Americans du New Jersey,  de l'époque avaient prévu un match contre les Colonels du Kentucky le 23 mars 1968. Les Americans et les Colonels étaient à égalité au classement, et un match devait avoir lieu pour définir l'équipe accédant aux playoffs. Les Americans ont été contraints de déplacer le match à la dernière minute car leur salle initiale, le Teaneck Armory, était réservé à un cirque. Cependant, lorsque les Colonels et les Americans sont arrivés dans la salle, ils ont trouvé la terrain plein de trous et chargé de condensation lors d'un match de hockey la nuit précédente. Le terrain était également instable et les Colonels ont refusé de jouer dans ces conditions. La ligue a alors jugé que les Americans n'avaient pas fourni d'installations acceptables et ont donc perdu la série 2-0.
Avec le hockey et le basket-ball, la Long Island Arena a été utilisée pour du patinage, du cirque, la foire du comté de Suffolk et des concerts.
Peter Frampton y a enregistré une partie de son album, Frampton Comes Alive!.
John F. Kennedy a fait une visite à l'arène le 6 novembre 1960, alors qu'il faisait campagne pour la présidence.
Pendant les années 1980 et 1990, la Long Island Arena abritait un grand marché aux puces intérieur jusqu'à la fermeture des installations le 31 juillet 1996. 
Un centre commercial, composé de Target, Hobby Lobby et d'un supermarché Whole Foods dont l'ouverture est prévue en 2019. 